# Distrito de Selby
El Distrito de Selby es un distrito no metropolitano de Yorkshire del Norte (Inglaterra). Según el censo de 2021, tiene una población de 92 401 habitantes.

## Disolución
El 1 de abril de 2023 el condado no metropolitano de Yorkshire del Norte, excepto la ciudad de York, se reorganizará pasando a ser una autoridad unitaria. El Concejo del Distrito de Selby será disuelto y sus funciones se transferirán a una nueva autoridad única para el condado no metropolitano.